# Alessandro Farnese (Kardinal)

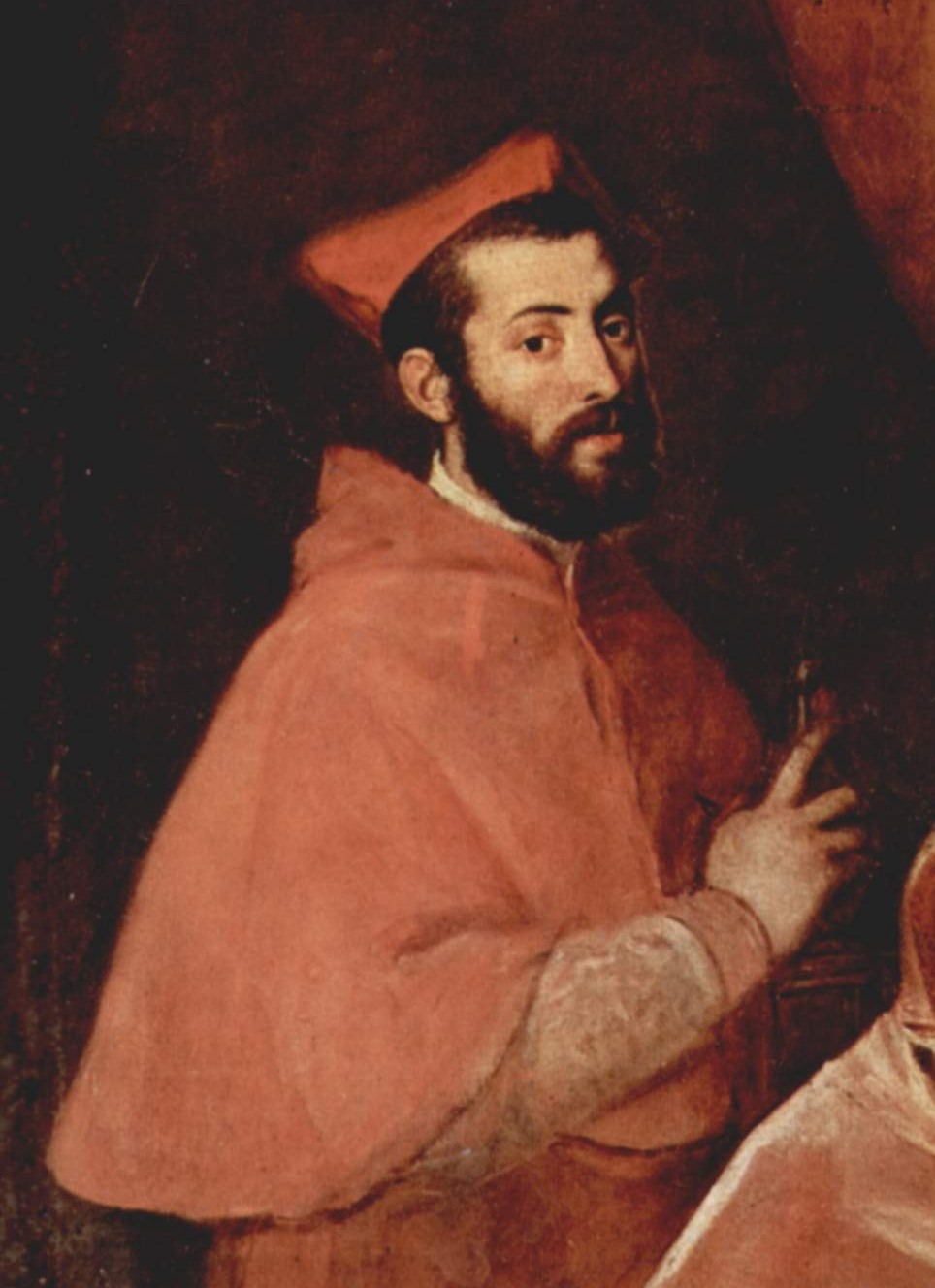
Alessandro Farnese, Ausschnitt aus dem Gemälde Papst Paul III. und seine Nepoten von Tizian, 1568

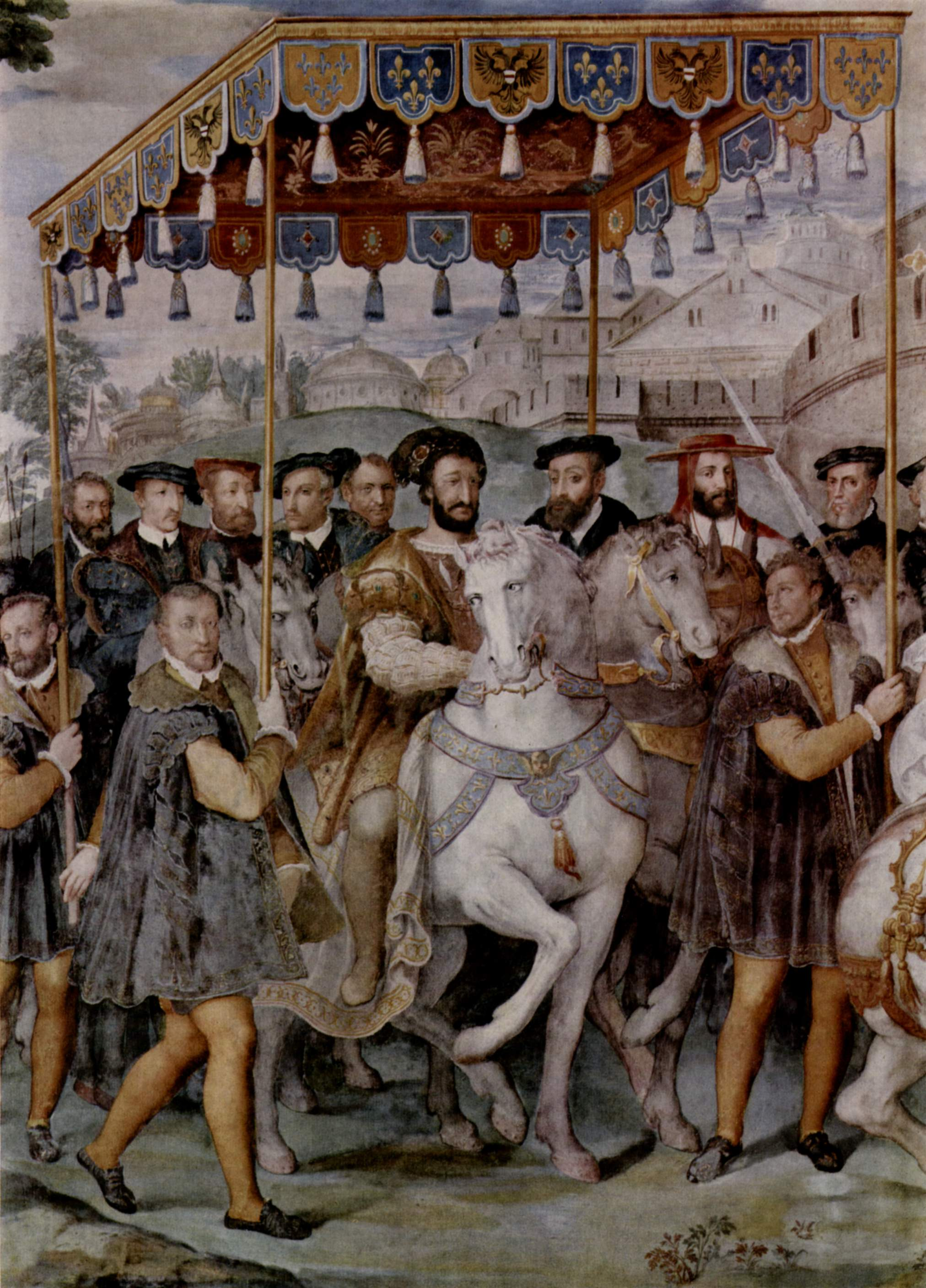
König Franz I., Kaiser Karl V. und Alessandro Farnese beim Einritt nach Paris 1540, Fresko von Taddeo Zuccari in der Sala dei Fasti farnesiani, Palazzo Farnese in Caprarola, um 1559

Kardinalswappen (schematische Darstellung)

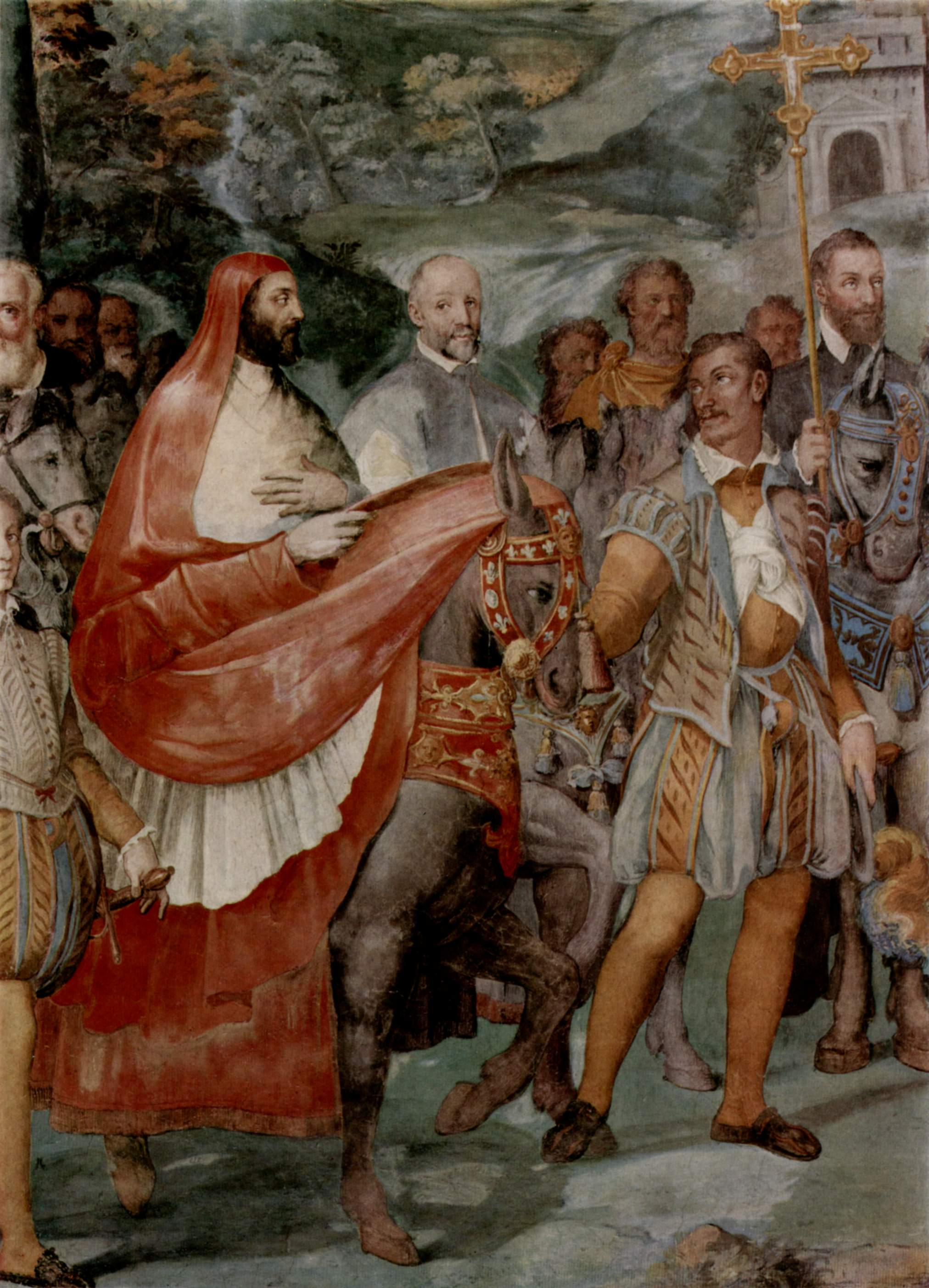
Alessandro Farnese zu Pferde, Fresko von Taddeo Zuccari in der Sala dei Fasti farnesiani, Palazzo Farnese in Caprarola, um 1559

Alessandro Farnese (Junior) (* 27. September oder 5. Oktober oder 7. Oktober 1520 in Valentano bei Viterbo; † 28. Februar oder 2. März oder 4. März 1589 in Rom) war der älteste Sohn des Herzogs Pier Luigi II. Farnese von Parma und der Gerolama Orsini sowie Kardinal der Römischen Kirche. Von 1580 bis zu seinem Tod war er Kardinaldekan.

## Leben
Am 18. Dezember 1534 wurde Alessandro, kurz nachdem sein Großvater Paul III. Papst geworden war, 14-jährig zum Kardinal kreiert und zunächst zum Kardinaldiakon von Sant’Angelo in Pescheria ernannt. 1535 wechselte er auf die Titeldiakonie von San Lorenzo in Damaso.
Er erlangte bis zum Lebensende eine Fülle von Ämtern und Würden, darunter Vizekanzler der Heiligen Römischen Kirche, Gouverneur von Tivoli, Erzpriester der Basilika Santa Maria Maggiore, Erzpriester der vatikanischen Petersbasilika, Administrator von Jaén (Kastilien), von Viseu (Portugal) und von Avignon. 1536 wird er Bischof von Monreale (Sizilien), 1538 Bischof von Massa Marittima, 1539–1550 Titularpatriarch von Jerusalem, 1553 Erzbischof von Tours und 1580 Erzbischof von Cahors; Bischof von Benevento, Bischof von Montefiascone und seit 1564 zunächst Kardinalpriester, dann nacheinander Kardinalbischof mehrerer suburbikarischer Bistümer zuletzt 1580 von Ostia-Velletri und damit Dekan des Kardinalskollegiums.
Bereits 1538, als 18-Jähriger, zog sein Großvater ihn heran, um die Politik des Kirchenstaates zu leiten. 1546 war er der Kommandant der päpstlichen Unterstützungstruppen im Schmalkaldischen Krieg auf Seiten Kaiser Karls V. Nach dem Tod seines Großvaters 1549 betrieb er – in dessen Sinne – die Fortführung des Konzils von Trient (Zweite Sitzungsperiode 1551–1552). 1555 war er für die Wahl des neuen Papstes Paul IV. entscheidend. 1580 wurde er zum Kardinaldekan ernannt und war damit ranghöchstes Mitglied des Kardinalskollegiums.
Er unterstützte den Jesuitenorden, für den er durch Giacomo Barozzi da Vignola die Mutterkirche Il Gesù bauen ließ, ließ den Palazzo Farnese in Rom fertigstellen und beauftragte Vignola mit dem Bau des Palazzo Farnese in Caprarola (1559–1573). Seine Stiftungen, gemeinsam mit seinem Bruder Ranuccio Farnese, ebenfalls Kardinal, ermöglichten den Bau des Oratoriums Santissimo Crocifisso.